# Mosaicarum et Romanarum legum collatio

La Mosaicarum et Romanarum legum collatio (en français, Comparaison des lois mosaïques et romaines) est une oeuvre juridique de l'Antiquité tardive. On peut aussi la nommer  Lex Dei quam praecepit Deus ad Moysen (en français, Loi divine que Dieu a prescrite à Moïse), qui est l'incipit figurant dans les manuscrits. Il s'agit d'une compilation de droit pénal formée de versets du Pentateuque, de lois impériales et d'extraits d'oeuvres de jurisconsultes romains. Son but, son auteur et sa date demeurent discutés. 

## Description
Le texte tel qu'il nous est parvenu est organisé en seize titres (le premier divisé en deux) : 
1. les homicides volontaires (De sicariis) / les homicides par accident (De casualibus homicidis) ;
2. les actes de violence grave (De atroci injuria) ;
3. les droits et les cruautés des maîtres envers les esclaves (De jure et sævitia dominorum) ;
4. les adultères (De adulteriis) ;
5. les débauches (De stupratoribus) ;
6. les mariages incestueux (De incestis nuptiis) ;
7. la punition des voleurs (De furibus et de pœna eorum) ;
8. le faux témoignage (De falso testimonio) ;
9. l'exclusion du témoignage des parents (De familiaris testimonio non admittendo) ;
10. les dépôts (De depositis) ;
11. les voleurs de bétail (De abigeis) ;
12. les incendiaires (De incendiariis) ;
13. le déplacement des bornes (De termino amoto) ;
14. les ravisseurs (De plagiariis) ;
15. les astrologues, sorciers et manichéens (De mathematicis, maleficis et manichæis)  ;
16. les successions des intestats (De legitima successione).

Chaque titre se présente de la manière suivante : d'abord le texte de lois bibliques empruntées à l'Exode, au Lévitique ou au Deutéronome (donné en traduction latine condensée, jamais tiré de la « Vulgate ») ; ensuite des textes juridiques romains, qui sont des extraits d'ouvrages des cinq juristes de référence mentionnés dans la Loi des citations (le Liber singularis de adulteriis de Papinien, les Libri sententiarum et le Liber singularis de pœnis de Paul, le De officio proconsulis et d'autres traités d'Ulpien, Modestin et Gaïus), et des constitutions impériales puisées dans les codes Grégorien et Hermogénien (plus quelques novellæ constitutiones dont la plus tardive est de 390). Les extraits des juristes sont généralement cités avant les constitutions. Les références aux codes et aux livres de juristes sont données exactement. L'ordre des matières correspond à la seconde partie du Décalogue (ou aux ch. 20 et 21 de l' Exode).

## Histoire du texte
L'ouvrage ne fait l'objet d'aucune citation dans la littérature de l'Antiquité tardive. La première référence qui soit conservée se trouve dans le De divortio Lotharii et Teutbergæ de l'archevêque Hincmar de Reims (v. 861) : il fait des citations des titres 5 et 6, en les nommant, mais en les numérotant 6 et 7 (sans doute parce que la copie qu'il utilisait divisait le titre 1 en deux) ; d'autre part il renvoie à l'ouvrage par l'expression « in primo libro legis Romanæ ». Cette désignation est sûrement due au fait qu'il utilisait un codex de textes juridiques romains dont la Collatio formait la première partie (suivie peut-être de l'Épitomé de Julien et du Bréviaire d'Alaric). 
Trois manuscrits médiévaux du texte nous sont parvenus : l'un conservé à Berlin (no 259), daté de la fin du IXe  ou du début du Xe siècle, où la Collatio se trouve après l'Épitomé de Julien et avec un certain nombre d'autres Novelles ; un autre conservé à Vienne (no 2160 ; à Salzbourg, no 360, jusqu'en 1822), daté de la fin du Xe  ou du début du XIe siècle, où la Collatio se trouve à la fin, après une série de Novelles et quelques autres textes juridiques ; et un autre conservé dans la bibliothèque du chapitre de Verceil (no 122), de la même époque, où la Collatio se trouve aussi à la fin, après divers extraits du Corpus juris civilis, l' Épitomé de Julien et un traité théologique De incestis. Le texte le plus complet est celui de Berlin, ensuite celui de Vienne, enfin celui de Verceil. Les trois sont très proches, viennent du nord de l'Italie, et dérivent très probablement d'une même source.
Le texte fut édité pour la première fois par Pierre Pithou à Paris en octobre 1572, à partir d'un manuscrit qu'il déclare provenir « ex antiquissima Sequanorum aut Mandubiorum bibliotheca », expression fort obscure. Dans la préface (datée « Paris, 1er janvier 1572 ») de son édition du Digeste (Anvers, 1575), Louis Le Caron cite la Collatio, qu'il a trouvée, dit-il, dans un « codex Bibliothecæ Dionysianæ », c'est-à-dire à l'Abbaye de Saint-Denis ; le texte est le même que celui de Pithou. Il existe dans la bibliothèque de l'Université de Leyde un manuscrit de la main de Joseph Juste Scaliger (no 61) qui est très probablement recopié sur celui de Pithou. Ce dernier a ensuite disparu jusqu'en 1837 : cette année-là eut lieu la vente de la bibliothèque de la duchesse de Berry au château de Rosny, et c'est alors que la Bibliothèque royale de Prusse acquit le manuscrit de Berlin dans lequel les spécialistes s'accordent à reconnaître celui de Pithou. Entre-temps, la même année 1822, les deux autres manuscrits actuels avaient été repérés à Salzbourg et à Verceil. Friedrich Blume, qui édita le texte à Bonn en 1833 après la découverte de ces deux manuscrits, compte vingt éditions précédant la sienne depuis celle de Pithou (dont trois éditions séparées en 1573, 1574 et 1656, les autres dans des recueils de droit romain).

## Date et auteur
La datation du texte est déterminée d'une part par la mention d'une constitution de 390 (émanant des empereurs Théodose Ier, Valentinien II et Arcadius, et condamnant les homosexuels au feu, au titre 5), d'autre part par le fait que l'auteur semble ignorer le code Théodosien, promulgué en 438 (la formule Item Theodosianus, qui introduit la loi de 390 qui figure par ailleurs dans ce code en 9.7.6, est considérée comme une interpolation de copiste). Mais cette constitution étant fort tardive par rapport aux autres, qui ne vont pas au-delà du début du IVe siècle, on a pu supposer qu'il s'agissait d'un ajout postérieur, position qui n'a pas entraîné l'adhésion majoritaire. On pense généralement que la Collatio a été composée peu après 390, peut-être juste après la victoire de Théodose Ier sur Eugène en septembre 394 (car la constitution mentionnée est introduite par la phrase « Mentem legis Moysi imperatoris Theodosii constitutio ad plenum secuta cognoscitur », qui l'attribue au seul Théodose)[pas clair]. 
Un autre point débattu est de savoir si l'auteur était juif ou chrétien, la deuxième hypothèse étant généralement retenue. La formule Scitote jurisconsulti (VII, 1, 1) indique peut-être qu'il n'était pas juriste de profession, mais plutôt, s'il était chrétien, un ecclésiastique. Les érudits français du XVIe siècle (Pierre Pithou, Louis Le Caron, Jacques Cujas, Isaac Casaubon) donnaient comme nom d'auteur « Licinius Rufinus » : selon Pithou, c'était sur l'indication de Jean du Tillet, l'évêque de Saint-Brieuc, puis de Meaux (« Joannes Tilius Meldensis episcopus »), qui avait vu le texte en 1544, on ne sait sur quel manuscrit. 
Il ne s'agit en tout cas pas du juriste de ce nom dont les Regularum libri XII sont cités dans le Digeste, car il vivait au début du IIIe siècle[pas clair]. Au XIXe siècle, Eduard Huschke a soutenu que l'auteur pouvait être Rufin d'Aquilée, hypothèse fragile supposant que le nom donné par Pithou ne soit pas une simple erreur d'attribution. De nos jours, la Collatio est généralement présentée comme anonyme.

## Édition
- Robert M. Frakes, Compiling the Collatio Legum Mosaicarum et Romanarum in Late Antiquity (introduction historique, texte latin révisé, traduction anglaise, commentaire historique et juridique), Oxford University Press, 2011.